# Dicranoloma elimbatum
Dicranoloma elimbatum är en bladmossart som beskrevs av Hugh Neville Dixon 1941. Dicranoloma elimbatum ingår i släktet Dicranoloma och familjen Dicranaceae. Inga underarter finns listade i Catalogue of Life.